# Подзігун Володимир Іванович
Володи́мир Іва́нович Подзігу́н (9 січня 1952, Ободівка, СРСР — 22 серпня 2016, Бровари, Україна) — радянський та український футбольний тренер і функціонер. Заслужений тренер України. Очільник Броварської міської федерації футболу.

## Життєпис
Володимир Подзігун народився у селі Ободівка, що на Вінниччині. У віці двох років разом з сім'єю переїхав до Броварів, навчався у середній школі № 1. У 13-річному віці Подзігун вирушив до Києва, де почав займатися футболом під орудою Павла Віньковатова. Згодом тренувався у Олега Лаєвського. У 1968 році дебютував у складі броварського «Спартака», що виступав також під назвою «Холодильник». Згодом захищав кольори броварського «Будівельника», разом з яким неодноразово ставав чемпіоном Київської області. Навчався у Київському державному інституті фізичної культури. Улюбленою позицією Володимира Подзігуна була позиція лівого захисника, хоч в інтересах команди доводилося виконувати і роль «чистильщика». Закінчив кар'єру гравця у віці 31-го року.
Тренерську кар'єру розпочав ще будучи гравцем, у 20-річному віці тренував юнаків «Будівельника». У 1977 році став тренером Броварської дитячо-юнацької школи. Згодом опікувався «спартаківськими» колективами міста. За часів незалежності приклав руку до відродження «Будівельника». І все ж таки головні успіхи Володимира Подзигуна були пов'язані з дитячим футболом — саме він приклав руку до виховання чемпіона світу серед юнацьких команд Юрія Макарова, що здобув цей титул у складі збірної СРСР в 1987 році. Окрім Макарова серед вихованців Подзігуна можна виокремити Олега Карамушку, Володимира Сизончика, В'ячеслава Котляра та інших. Тривалий час очолював Федерацію футболу міста Бровари.
Помер 22 серпня 2016 року на трибунах стадіону «Спартак», готуючись з активістами броварського футболу до проведення чергового турніру.

## Відзнаки та нагороди
- Заслужений тренер України